# Evert Nyberg
Evert Nyberg (Suecia, 28 de febrero de 1925-17 de agosto de 2000) fue un atleta sueco especializado en la prueba de 5000 m, en la que consiguió ser medallista de bronce europeo en 1946.

## Carrera deportiva
En el Campeonato Europeo de Atletismo de 1946 ganó la medalla de bronce en los 5000 metros, llegando a meta en un tiempo de 14:23.2 segundos, tras el británico Sydney Wooderson (oro con 14:08.6 segundos que fue récord de los campeonatos) y el neerlandés Wim Slijkhuis.